# Morina
Morina es un género de plantas fanerógamas perteneciente a la familia Caprifoliaceae . Comprende 13 especies descritas y   de estas, solo 6 aceptadas.

## Descripción
Son plantas herbáceas perennes columnares, con escaso desarrollo lateral, no siempre es verde, tomando coloración blancuzca en verano. Alcanzan una altura de 75 cm. 

## Taxonomía
El género fue descrito por Carlos Linneo y publicado en Species Plantarum 1: 28. 1753.  La especie tipo es: Morina persica L. 

## Especies aceptadas
A continuación se brinda un listado de las especies del género Morina aceptadas hasta octubre de 2013, ordenadas alfabéticamente. Para cada una se indica el nombre binomial seguido del autor, abreviado según las convenciones y usos.
- Morina chinensis Diels ex Grüning, Pax & K. Hoffm.
- Morina chlorantha Diels
- Morina kokonorica Hao
- Morina longifolia Wall.
- Morina lorifolia C.Y. Cheng & H.B. Chen
- Morina nepalensis D. Don